# Rhipicephalus
Rhipicephalus é um género de carrapatos.

## Espécies
- Rhipicephalus annulatus Say, 1821
- Rhipicephalus appendiculatus Neumann 1901
- Rhipicephalus aquatilis Walker, Keirans & Pegram, 1993
- Rhipicephalus armatus Pocock, 1900
- Rhipicephalus arnoldi Theiler & Zumpt, 1949
- Rhipicephalus bequaerti Zumpt, 1949
- Rhipicephalus bergeoni Morel & Balis, 1976
- Rhipicephalus boueti Morel, 1957
- Rhipicephalus bursa Canestrini & Fanzago, 1878
- Rhipicephalus camicasi Morel, Mouchet & Rodhain, 1976
- Rhipicephalus capensis Koch, 1844
- Rhipicephalus carnivoralis Walker, 1966
- Rhipicephalus complanatus Neumann, 1911
- Rhipicephalus compositus Neumann, 1897
- Rhipicephalus cuspidatus Neumann, 1906
- Rhipicephalus decoloratus Koch, 1844
- Rhipicephalus deltoideus Neumann, 1910
- Rhipicephalus distinctus Bedford 1932
- Rhipicephalus duttoni Neumann, 1907
- Rhipicephalus dux Dönitz, 1910
- Rhipicephalus exophthalmos Keirans & Walker 1993
- Rhipicephalus follis Dönitz, 1910
- Rhipicephalus fulvus Neumann, 1913
- Rhipicephalus geigyi Aeschlimann & Morel, 1965
- Rhipicephalus gertrudae Feldman-Muhsam, 1960
- Rhipicephalus glabroscutatum Du Toit, 1941
- Rhipicephalus guilhoni Morel & Vassiliades, 1963
- Rhipicephalus haemaphysaloides Supino, 1897
- Rhipicephalus humeralis Rondelli, 1926
- Rhipicephalus hurti Wilson, 1954
- Rhipicephalus interventus Walker, Pegram & Keirans, 1995
- Rhipicephalus jeanneli Neumann 1913
- Rhipicephalus kochi Dönitz, 1905
- Rhipicephalus kohlsi Hoogstraal & Kaiser, 1960
- Rhipicephalus leporis Pomerantsev, 1946
- Rhipicephalus longiceps Warburton 1912
- Rhipicephalus longicoxatus Neumann, 1905
- Rhipicephalus longus Neumann, 1907
- Rhipicephalus lounsburyi Walker, 1990
- Rhipicephalus lunulatus Neumann 1907
- Rhipicephalus maculatus Neumann, 1901
- Rhipicephalus masseyi Nuttall & Warburton 1908
- Rhipicephalus microplus Canestrini, 1888
- Rhipicephalus moucheti Morel, 1965
- Rhipicephalus muehlensi Zumpt, 1943
- Rhipicephalus muhsamae Morel & Vassiliades, 1965
- Rhipicephalus neumanni Walker, 1990
- Rhipicephalus nitens Neumann, 1904
- Rhipicephalus oculatus Neumann 1901
- Rhipicephalus oreotragi Walker & Horak, 2000
- Rhipicephalus pilans Schulze, 1935
- Rhipicephalus planus Neumann, 1907
- Rhipicephalus praetextatus Gerstäcker, 1873
- Rhipicephalus pravus Dönitz, 1910
- Rhipicephalus pseudolongus Santos Dias, 1953
- Rhipicephalus pulchellus Gerstäcker, 1873
- Rhipicephalus pumilio Schulze, 1935
- Rhipicephalus punctatus Warburton 1912
- Rhipicephalus pusillus Gil Collado, 1936
- Rhipicephalus ramachandrai Dhanda, 1966
- Rhipicephalus rossicus Yakimov & Kol-Yakimova, 1911
- Rhipicephalus sanguineus Latreille, 1806
- Rhipicephalus scalpturatus Santos Dias, 1959
- Rhipicephalus schulzei Olenev 1929
- Rhipicephalus sculptus Warburton 1912
- Rhipicephalus senegalensis Koch, 1844
- Rhipicephalus serranoi Santos Dias 1950
- Rhipicephalus simpsoni Nuttall 1910
- Rhipicephalus simus Koch, 1844
- Rhipicephalus sulcatus Neumann, 1908
- Rhipicephalus supertritus Neumann, 1907
- Rhipicephalus theileri Bedford & Hewitt, 1925
- Rhipicephalus tricuspis Dönitz, 1906
- Rhipicephalus turanicus Pomerantsev 1936
- Rhipicephalus warburtoni Walker & Horak, 2000
- Rhipicephalus zambeziensis Walker, Norval & Corwin, 1981
- Rhipicephalus zumpti Santos Dias, 1950
- Rhipicephalus Ziemanni Neumann, 1904